# Spodoptera andrias
Spodoptera andrias är en fjärilsart som beskrevs av Edward Meyrick 1902. Spodoptera andrias ingår i släktet Spodoptera och familjen nattflyn. Inga underarter finns listade i Catalogue of Life.